# Fradley
Fradley – wieś w Anglii, w hrabstwie Staffordshire, w dystrykcie Lichfield. Leży 26 km na wschód od miasta Stafford i 175 km na północny zachód od Londynu.